# Hypodematium glandulosum
Hypodematium glandulosum är en ormbunkeart som beskrevs av Ren-Chang Ching och Shing. Hypodematium glandulosum ingår i släktet Hypodematium och familjen Hypodematiaceae. Inga underarter finns listade.